# Медаља за ревносну службу (1878)
Златна и Сребрна медаља за ревносну службу је било одликовање Кнежевине Србије. Медаља је успостављена 15./27. фебруара 1878. године, за потребе рата за независност против Османске империје који је водила Кнежевина Србија, и додељивана је за „особиту и ревносну службу показану за време рата, у цељи потпомагања радње војске која се бори или уопште у цељи ослобођења и независности”. Осим златне и сребрне класе медаље, постојала је и класа Златне медаље за ревносну службу са брилијантима, која је додељена само два пута.
Медаље су израђиване у непознатој бечкој радионици, а уз одличје је додељивана и диплома. Током века употребе овог одличја оно је додељено припадницима Српске војске, жандармерије и полиције, али, по први пут и цивилним лицима — угледним грађанима и представницима цивилних власти у Кнежевини Србији, тј. по први пут у историји српских одликовања је једно војно одликовање отворено и ка припадницима из реда грађанства.
Медаља је део скупине српских одличја основаних за употребу током овог рата, намењених награђивању храбрости и ревносне службе, те пригодних споменица.

## Историјат
Кнежевина Србија, у циљу награђивања и максимизације свог људског потенцијала, у ратовима против Османске империје 1876—1878. године, које је водила за ослобођење и независност, по први пут у својој историји уводи прва права одликовања за заслуге и храброст. Тако је „Оредељењима о одличјима за независност и ослобођење” од 15./27. фебруара 1878. године, донетим у Нишу, кнез Милан IV Обреновић утемељио Златну и Сребрну медаљу за ревносну службу.
Медаље су додељиване на предлог министра војног или команданта војске „за особиту и ревносну службу показану за време рата, у цељи потпомагања радње војске која се бори или уопште у цељи ослобођења и независности”. Медаље су се давале наредбом врховног команданта војске и из њих се добијало уверење потписано од Начелника штаба Врховне команде. За медаљу се плаћала такса у износу од четири динара.
Недуго након утемељења медаља, 1 марта 1878. године, министарство војно је објавило „Распис” у коме се наводи да „лица заслужна за рат и ратну спрему и ако нису спадала у састав војске, могу бити предложена да се одликују Медаљом за ревносну службу.” Овим министарским решењем је круг носилаца медаље проширен и на истакнуте патриоте из редова грађана. Тако се међу носиоцима ове ратне медаље налазе неки професори Велике школе, начелници округа у Србији, познати лекари и висока свештена лица. Иначе, како истиче историчар уметности Радомир Столица, уз ову медаљу, у овом периоду, након извојеване независности, почињу први почеци проширивања намене и других, до тада искључиво војних одликовања. Тако лица из редова грађанства почињу да носе и знаке највишег српског кнежевског одликована, Ордена таковског крста.
Према евиденцији Министарства војног, за заслуге у ратовима 1877.—1878., укупно је припадницима Српске војске, жандармерије и полиције, угледним грађанима и представницима цивилних власти у Кнежевини Србији, додељено 69 златних и 376 сребрних медаља за ревносну службу. Истраживачи Павел Цар и Томислав Мухић пак наводе да је, судећи по броју сачуваних примерака, број одликованих особа био вероватно већи. Како истичу двојица истраживача, медаље за ревносну службу у рату израђиване су у неколико варијанти које се разликују по облику ушица и детаљима приказа и слова, те је могуће да је одређен број медаља израђен накнадно, за потребе истицања на орденским нискама — као што је то био случај са Медаљама за храброст и Споменицом српско-турских ратова.
Поред споменуте основне организације медаље на Златну и Сребрну класу, Златна медаља за ревносну службу је имала и класу украшену брилијантима. Ова класа медаље, за чији датум утемељења не постоји законски документ, је по личном нахођењу кнеза Милана, додељена само два пута. Први одликован је био ђенерал Коста Протић, начелник штаба Врховне Команде у Српско-турском рату 1877—1878. године. Протићу је претходно, указом од 11. фебруара 1878. године била додељена обична златна класа овог одликовања, да би 16. јуна исте године, кнез Милан својеручним највишим кнежевим писмом, изразио своју владалачку захвалност Врховној команди, а њеном Начелнику подарио „златну медаљу за ревносну службу украшену бриљантима”. Нешто касније након Протића носилац специјалне класе са брилијантима постао је Јован Ристић, Министар спољних послова Кнежевине Србије. У кнежевом својеручном писму од 30. септембра 1878. године, истиче се да се ово одликовање додељује за „радњу на Берлинском конгресу у циљу осигурања онога, што је моја дична војска крвљу својом извојевала.”
Иначе, док Столица сматра да је, код Златне медаље са брилијантима реч о посебној, трећој класи Медаље за ревносну службу, истраживач Борис Пристер истиче да, пошто овакве медаље изгледа да нису биле законски регулисане као медаље вишег ранга, у том погледу се третирају као и остале Златне медаље за ревносну службу.
- Галерија неких од носилаца Златне и Сребрне медаље за ревносну службу
- Архимандрит Нићифор Дучић око 1898. године.[14] Дучић на оделу истиче Златну медаљу за ревносну службу 1878. као претпоследње одликовање у низу.[6]
- Стеван Тодоровић, Милош Милојевић (1878), портрет, Народни музеј у Београду. Милојевић је носилац Златне медаље за ревносну службу.[11] На овом портрету медаља је приказана трећа са десна.
- Стеван Здравковић, командант резерве у српско-турском рату 1877—1878, одликован Златном медаљом за ревносну службу.[11]
- Франо Биланић, Ђура Хорватовић, српски генерал, портрет, око 1892. године, Народни музеј у Београду. Хорватовић је у рату одликован Златном медаљом за ревносну службу.[11]
- Историчар и академик Панта Срећковић, носилац Златне медаље за ревносну службу.[15]
- Генерал Коста Протић, једини двоструки носилац Златне медаље за ревносну службу и Златне медаље за ревносну службу са брилијантима.[8]

### Познатији носиоци
Према списку који је у публикацији о минулом рату објавила Врховна команда Српске војске 1879. године, ово су неки од познатијих носилаца Златне и Сребрне медаље за ревносну службу:
Носиоци Златне медаље:
- Јован Мишковић, генерал и академик, током рата је био начелник Оперативног одјељења Врховне команде.[11]
- Коста Миловановић, генерал, за време рата мајор — начелник артиљерије Врховне команде.[11]
- Милован Павловић, током рата мајор у шумадијском кору.[15][16]
- Ранко Алимпић, генерал.[15]
- Јован Анђелковић, ађутант кнеза Милана током рата.[15]
- Владан Ђорђевић, лекар, начелник санитетске службе Врховне команде Српске војске за време рата.[11]
- Алекса Пачић, дипломата, у току рата секретар Министарства иностраних дела.[15]
- Коста Ст. Павловић, државни службеник, у току рата начелник нишког округа.[15]

Носиоци Сребрне медаље:
- Владимир Карић, професор, у рату обављао дужност при главној интендантској служби.[17]
- Стеван Мачај, лекар, у рату био командир Друге пољске болнице у Тимочком војном кору Српске војске.[18]
- Тодор Станковић, члан Нишког комитета, одмах након рата постао начелник једног од ослобођених срезова нишке казе.[19][18]
- Јеврем Андоновић, правник, за време рата био управник магистрата у Ваљеву.[20][21]

## Изглед и израда
Обе класе медаље, и златна и сребрна, имају исто ликовно решење. На аверсу медаље је приказан грб Кнежевине Србије, уоквирен ловоровим венцем и укомпонован међу војне амблеме — укрштене топове, мачеве, пушке, заставе, послагану танад и војничку трубу. Приказ је окружен прстеном у коме је ћирилични натпис: МИЛАН М. ОБРЕНОВИЋ IV. КЊАЗ СРПСКИ. На реверсу је вијугава пантљика са девизом одликовања: ЗА РЕВНОСНУ СЛУЖБУ У РАТУ 1877 - 78. Трака је окружена венцем од ловорове (лево) и храстове гранчице (десно).
Медаље су израђиване од месинга и позлаћене или посребрене бронзе, пречника 35 милиметара — као и Златна медаља за храброст из 1877. године. Трака за обе класе медаље била је црвене боје, ширине 40 мм, сложена идентично као код сребрне медаље за храброст из ратова 1876 - 1878. године — савијена у облику правоугла (дужина равна двојној ширини) и при врху се завршавала троуглом. Ова одредба није увек поштована, па је одређени број медаља додељен на траци савијеној у троугао. Медаља се истицала на левој страни груди.
Медаље су, као већ споменуто, рад непознатих бечких радионица. Постојане су и минијатуре овог одличја.
Као напоменуто, током века употребе су додељене и две златне медаље са брилијантима, којима се пак до данас не зна ни изглед ни судбина. Такође није познато којој јувелирској и медаљерској фирми у Бечу је била поверена израда ове две медаље. Како истиче Столица: „Данас није познато којој јувелирској и медаљерској фирми, у Бечу је била поверена израда ове две медаље. Израда специјалне класе у злату, у техници фасирања брилијаната, захтевала је ангажовање неког од познатих бечких јувелира. Могуће је да је српски кнез њихову израду поверио управо Кристијану Фридриху Роте, дворском јувелиру аустријског цара Фрање Јосипа, а коме су и друге владајуће династије, не само у Европи, већ у целом свету, слале наруџбине за реализацију својих највиших дворских инсигнија.” Цар и Мухић истичу да је поред радионице „Роте” (de), још једино радионица „Винсент Мајерови синови” (етимолошки: Vincent Mayer's Söhne) (de) могла да изведе тако захтеван рад, те претпостављају да су две медаље производ једне од ове две радионице.
Класа Златне медаље за ревносну службу са брилијантима је, како истиче Радомир Столица, најређе војничко одликовање међу одличјима Кнежевине и Краљевине Србије.

## Повеља
Уз одликовање се додељивало и уверење, које је, као већ споменуто, потписивао Начелник штаба Врховне команде. Изгледом образац кориштен за уверење Медаље за ревносну службу 1877.—1878. је био идентичан обрасцу Медаље за храброст из овог рата.  На повељу су руком уписивани врста и разред одликовања.
Истраживач Душанка Маричић истиче да повеља Медаље за ревносну службу, као и Медаље за храброст из рата 1877—1878., у историографији краљевских српских одликовања, спада у прелазну групу диплома, декрета и уверења за одликовања, коју на ликовном плану карактерише одмицање од идејног узора официрске дипломе које је примењивано као узор за уверења о одликовањима — као код Дипломе за споменицу устанка из 1865. године —, а ка новом, особеном ликовном решењу за повеље и дипломе за српска одликовања.
- Диплома за Споменицу таковског крста од 1865. године, Народни музеј у Чачку. Идејни узор за диплому су биле официрске дипломе српске војске.[29]
- Повеља ордена Милоша Великог, додељена артиљер. пуковнику, команданту тимочке дивиз. области, Никодију Стефановићу, 11. септембра 1900. године у Београду; Збирка Војног музеја у Боеграду;[30][31] Повеља је из периода када су за повеље српских одликовања развијена особена и оригинална идејна решења.[32]
- Повеља о одликовању Краљевским орденом Белог Орла г. Јоце Вујића 1929. године. Налази се у Удружењу „Адлигат". Повеља је из раздобља кад је дошло до успостављања повеље одликовања као засебног идејног облика.

## Положај у важносном реду одликовања
Потпуковник Јован Мишковић, министар војни, је на питање у „коме се реду носе одличја”, 1. јануара 1879. године обавестио све команде и војна надлештва да је чланом 1. Закона о одличјима за независност и ослобођење од 15. фебруара 1878. године прописан ред старешинства српских одличја. На прсима се најпре носио Таковски крст, затим колајне за храброст, после њих колајне за ревносну службу и најзад споменице. Табеларни приказ редоследа какав је објављен у члану 1. Закона је дат испод:
|  | Орден таковског крста, установљен 1865. год.,                  |
|  | Златна и сребрна медаља за храброст, установљена 1865. године, |
|  | Златна и сребрна медаља за ревносну службу,                    |
|  | Бронзана споменица на рат 1876, 1877, 1878 године,             |
|  | [...]                                                          |

## Занимљивости
Избијањем српско-бугарског рата 1885. године, институција медаље за ревносну службу је поново обновљена. За нову медаљу, установљену 24. децембра 1885. године, је преузето идејно решење медаље из 1878. године, са појединим изменама. На аверсу је натпис: „МИЛАН I КРАЉ СРБИЈЕ и грб Краљевине Србије, док је на реверсу натпис: „ЗА РЕВНОСНУ СЛУЖБУ У РАТУ 1885—1886.”

### Књиге и каталози
- Ацовић, Драгомир (2013). Слава и част - Одликовања међу Србима: Срби међу одликовањима. Београд: Службени гласник. ISBN 978-86-519-1750-2.  200069388  152135692
- Васић Делимановић, Јелена (2015). „Новац и одликовања из времена династије Обреновић у Збирци за новац и медаље Музеја града Београда”. у Обреновићи у музејским и другим збиркама Србије и Европе. 3 / [уредници Александар Марушић, Ана Боловић] (PDF). Горњи Милановац: Музеј рудничко-таковског краја, (Београд : Службени гласник). стр. 155—186. ISBN 978-86-82877-65-3.  220541708  220541708
- Gaj-Popović, Dobrila; Subotić, Irina (1981). Medalje i plakete : Medalje i plakete iz zbirke Narodnog muzeja i dela savremenih skulptora. Beograd: Narodni muzej : Srpsko numizmatičko društvo, ([Beograd] : "Slobodan Jović").  3151879
- Марић Јеринић, Марија (2015). „Обреновићи – једна историја у металу из Збирке медаља Народног музеја у Београду”. у Обреновићи у музејским и другим збиркама Србије и Европе. 3 / [уредници Александар Марушић, Ана Боловић] (PDF). Горњи Милановац: Музеј рудничко-таковског краја, (Београд : Службени гласник). стр. 107—127. ISBN 978-86-82877-65-3.  220541708  220541708
- Маричић, Душанка (2019). Дипломе и повеље XIX и XX века : из збирке Војног музеја. Београд: Медија центар Одбрана, (Београд : Војна штампарија). ISBN 978-86-335-0670-0.  277796876  277796876
- Марушић, Александар; Боловић, Ана [ур.] (2015). Обреновићи у музејским и другим збиркама Србије и Европе. 3 (PDF). Горњи Милановац: Музеј рудничко-таковског краја, (Београд : Службени гласник). ISBN 978-86-82877-65-3.  220541708  220541708
- Николић, Десанка (1971). Наша одликовања до 1941 : из колекције Војног музеја у Београду. Београд: Војни музеј, (Београд : Просвета).  108440839
- О одличијама за независност и ослобођење (PDF). Ниш: б. и. 1878.  257041420
- Пилетић, Милана (1987). Одликовања југословенских народа XIX и прве половине XX века (до 1941) из збирке Војног музеја у Београду. Београд: Војни музеј, (Београд : БИГЗ).  61075724  137522433  61075724
- Prister, Boris (2000). Odlikovanja iz zbirke dr. Veljka Malinara: Odlikovanja Crne Gore, Srbije, Kraljevine SHS (Kraljevine Jugoslavije) i Socijalističke Jugoslavije. Dio 3 (PDF). Zagreb: Hrvatski povijesni muzej. ISBN 9536046202.
- Рат Србије са Турском за ослобођење и независност : 1877-78. године : (са две карте) / [приредило] (Оперативно одељење Врховне команде). [Београд]: Врховна команда Српске војске, (У Београду : Државна штампарија). 1879.  140050695
- Romanoff, Dimitri (1996). The Orders, Medals and History of the Kingdoms of Serbia and Yugoslavia (на језику: енглески). Balkan Heritage. ISBN 8798126733.
- Тодоровић, Нада (1964). Југословенске и иностране медаље. Београд: Народни музеј, (Београд : Привредни преглед).  512253592
- Car, Pavel; Muhić, Tomislav (2008). Katalog odlikovanja i znakovlja Srbije i Jugoslavije 1858.-1941. = Preiskatalog für Serbische und Jugoslawische Orden, Medaillen und Abzeichen 1858-1941 = Decorations and badges of Serbia and Yugoslavia 1858-1941 : price guide 2008. Ljubljana: Signum Laudis, (Ljubljana : Arruba). ISBN 978-961-92497-0-3.  241127680
- Car, Pavel; Muhić, Tomislav (2009). Odlikovanja Srbije i Jugoslavije : od 1859. do 1941. Wien: Militaria. ISBN 978-3-902526-28-1.  430956
- Шематизам одликованих лица у Краљевини Србији : од 1865 до краја 1894. год. Kњ. 1. Београд: Канцеларија краљевских ордена, (Београд : Државна штампарија Краљевине Србије). 1895.  33976335  1024866947
- Шематизам одликованих лица нашим и страним орденима у Краљевини Србији : од 1895 до краја 1899. год. Књ. 2. Београд: Канцеларија Краљевских ордена, (Београд : Државна штампарија Краљевине Србије). 1900.  190000140

### Часописи
- Лилић, Борислава (2003). „Знаменита личност Србије, национални радник и народни посланик, Тодор Станковић” (PDF). Пешчаник : часопис за историографију, архивистику и хуманистичке науке = Sandglass : magazine for historiography, archivistics and humanistic sciences. Ниш: Историјски архив града Ниша. I (1): 91—106. ISSN 1451-6373.  112121868  112121868
- Марић Јеринић, Марија; Мухић, Томислав (2008). „Одличја архимандрита Нићифора Дучића : Реконструкција завештања” (PDF). Нумизматичар. Београд: Народни музеј : Српско нумизматичко друштво (26/27/2003-2004): 421—452. ISSN 0350-9397.  154624524  15954690  15954690
- Marković, Miladin (2005). „Đeneral Kraljevine Srbije Milovan Pavlović (1842 — 1903)”. Orden : faleristički časopis Srpskog numizmatičkog društva Beograd. Beograd: [Srpsko numizmatičko društvo], (Beograd : Pangraf) (5): 66—68.  112253196
- Столица, Радомир (1996). „Медаља за ревносну службу”. Свеске. Београд: Друштво историчара уметности СР Србије, (Београд : "Радиша Тимотић") (23—26). ISSN 0350-3348.  7779330  7779330
- Stolica, Radomir (2003). „Medalja za revnosnu službu : ili najstarija srpska odlikovanja dodeljivana pripadnicima vojske i licima građanskog i duhovnog reda”. Orden : faleristički časopis Srpskog numizmatičkog društva Beograd. Beograd: [Srpsko numizmatičko društvo], (Beograd : Pangraf) (3): 24—27.  112253196